# ジェラードン
ジェラードンは、吉本興業所属のお笑いコンビ。2008年結成。NSC東京校12期生。キングオブコント2021ファイナリスト。2025年2月まではトリオとして活動していた。

## 来歴
高校の同級生だった西本と海野が共にNSCへ入学し、しばらくの間コンビとして活動。その後に同期でピン芸人だったかみちぃが加入したことでトリオとなった。当初の西本はトリオでの活動を渋っていたが、現在はむしろ利点だと感じているという。トリオ名は元サッカーイングランド代表のスティーヴン・ジェラードに由来する。
2017年7月31日に『ファースト∞ブレイクスルーチャレンジ』で優勝し、ヨシモト∞ホールのランキングシステムにおいて最上位の「ファーストクラス」に昇格。11月12日にはタウンワークプレゼンツのお笑いオーディション『BAKE-MON』にて優勝を果たした。2018年3月にヨシモト∞ホールを卒業。「大宮セブン」メンバーとして大宮ラクーンよしもと劇場を中心に活動。
2021年12月14日、海野が体調を崩したことで一時休業を発表。相方であるアタック西本とかみちぃは活動を継続することも併せて発表。
2022年7月11日、同日に開催されたトークライブ「ジェラードンのいっぱい話そう!!」で海野が復帰を発表、今後は関東での寄席公演へのネタ出演から徐々に仕事を再開しつつ来年（2023年）の『キングオブコント』に向けてネタ作りしていく方針だったが、まだ体調が万全でないとの海野からの申し出があったため7月14日より再度無期限の休養に入る。同年9月に西本が骨折した際のYouTubeコント収録にかみちぃと仲の良い後輩のあとむ（元サンジェルマンで現在はピン）が助っ人参加し、以降もYouTubeのトリオコントにしばしば出演している。
2025年1月6日に開催されたトークライブ「ジェラードンの1日」で海野が復帰を発表し、3人体制での活動は海野の体調を考慮しながら再開していくこととしていた。
2025年2月7日、同月9日付けで海野が吉本興業とのマネジメント契約を終了し、併せてジェラードンから脱退することが発表された。

## メンバー
かみちぃ（1987年7月24日 - ）（38歳）
ボケ・ツッコミ（海野休養時、脱退後）担当、立ち位置は向かって右端。
本名は上村 宜史（かみむら たかふみ）。
宮崎県児湯郡高鍋町出身。宮崎県立西都商業高等学校卒業。
血液型AB型、身長172cm、体重70kg。
特技はバスケットボール、マイム芸、字を綺麗に書くこと、K-POPカバーダンス。趣味はものまね（志村けん・つぶやきシロー・もう中学生・稲葉浩志（B'z）など）、NBA観戦（主にウォリアーズ、スパーズ）、K-POP、猫（実家で7匹飼育）。
下戸であり、酒が飲めない。
2021年11月15日、地元である宮崎県高鍋町の応援大使に就任。
2025年6月7日、TEAM BANANAの公式YouTubeチャンネルにて15年以上にわたって交際していた山田愛実（TEAM BANANA）と結婚したことが発表された。
高校時代、バスケットボールの試合で延岡学園高等学校と対戦した時、223対24で大敗した事がある。延岡学園は部活動に海外からの留学生を受け入れているが、当時からバスケットボールの強豪校であった事に加えて留学生のママドゥが圧倒的に強かった事が大敗の原因である。

アタック西本（アタックにしもと、1987年7月14日 - ）（38歳）
ボケ・ツッコミ（海野休業時、脱退後）担当、立ち位置は向かって左端。
ビジネス角刈り。
本名は西本 武徳（にしもと たけのり）、旧芸名はにしもと。
愛知県名古屋市出身。名古屋大谷高等学校卒業。
血液型B型、身長168cm、体重83kg。
城島健司、山田勝己、映画『フォレスト・ガンプ/一期一会』のトム・ハンクスなどの顔まねをレパートリーとしている。
趣味はサッカーと乳首関係および絵で、自分たちのライブのポスターを描くことがある。また、2021年に『チャンスの時間』（AbemaTV）へ出演。三和出版に原稿を持ち込み、音井れこ丸からレクチャーを受けた後は吉本公認の成年漫画家としてデビューする運びとなった。
2020年2月6日、一般女性との結婚を発表。同年11月11日、芸名をにしもとからアタック西本への改名を自身のTwitterで公表した。2021年9月20日、第1子となる女児の誕生を報告。
相方のかみちぃと同じく、下戸で酒が飲めない。かみちぃ曰く、「アタックがコップ2ミリ分くらいだけ酒を飲んだことがあるが、顔が爆発するかと思うくらい一瞬で真っ赤になった」とのこと。
2022年8月26日放送『アメトーーク!』（テレビ朝日）のロケにおいてぐるぐるバットを行ったあと三段跳びをするという企画内で、砂場に肩から着地後に鎖骨付近の痛みを覚え、病院で診察を受けた結果鎖骨の骨折で全治3か月と診断された。
大宮の劇場がある大宮ラクーンのしゃべる木の2代目声優を務めている。

### 元メンバー
海野 裕二（うみの ゆうじ、1987年11月17日 -）（37歳）
ツッコミ・リーダー担当、立ち位置は中央。
愛知県名古屋市出身。名古屋大谷高等学校卒業。
血液型A型、身長171cm、体重57kg。
特技はフラフープ、サッカー、フットサル、Mr.Childrenイントロドン、フラフープ30m走、『大乱闘スマッシュブラザーズ』（名古屋市地区予選で優勝）、マシュマロスーパーキャッチ。趣味はゲーム、お酒、ドライブ、サッカー、チャンピオンズリーグ鑑賞、フラフープ、誰の家でも寝る事、Mr.Childrenライブツアー参加。
2020年9月29日から10月6日まで脂肪腫のため入院していた。同期にあたる畠山達也（元ガスマスクガール）と仲が良く、2021年10月に畠山が芸人活動へ復帰した際には海野が大きく関わっている。
2021年12月14日、体調不良のため一時休養することを発表。
2022年7月11日に一旦復帰した際は休業中に顎にできた脂肪腫を取り除く手術を受けたこと、身体の疲れを休めていたことを報告した。7月14日以降、再度休養に入った。
2025年1月6日のトークライブに出演し、復帰を発表。
2025年2月7日、同月9日付けで吉本興業よりマネジメント契約を終了し、併せてジェラードンから脱退することが発表された。

## 芸風
主にコントで、一番知られているのはかみちぃの扮する「如月マロン」こと地下アイドルの握手会ネタ。このネタを『有田ジェネレーション』で初めて披露したところ他の番組からも声がかかるようになり、YouTubeの再生回数も急増した。だが、このネタしかないというイメージを払拭したいとも考えている。トリオは一般に大ボケと中ボケに分かれていることが多いものの、ジェラードンの場合は2人の大ボケからなる「W大ボケ」である。同じく大ボケが2人いるネプチューンに憧れている。
キングオブコントでは2021年大会において初の決勝進出を果たし、2番手で462点の高得点ではあったものの最終的に5位となった。
コントをベースにした所謂コント漫才も演じることもあり、M-1グランプリでの最高成績は3回戦進出（2016年大会）。2018年以降は出場していない。

## 賞レースでの成績

### キングオブコント
| 年度   | 結果         | 会場               | 日時      | 備考                                               |
| ------ | ------------ | ------------------ | --------- | -------------------------------------------------- |
| 2008年 | 1回戦敗退    | シアターブラッツ   | 8月8日    |                                                    |
| 2009年 | 2回戦進出    | TEPCOホール        | 8月7日    |                                                    |
| 2010年 | 2回戦進出    | TEPCOホール        | 8月3日    |                                                    |
| 2011年 | 3回戦進出    | 明治安田生命ホール | 8月16日   |                                                    |
| 2012年 | 準々決勝進出 | 明治安田生命ホール | 8月17日   |                                                    |
| 2013年 | 1回戦敗退    | シアターブラッツ   | 7月29日   |                                                    |
| 2014年 | 2回戦進出    | 原宿クエストホール | 8月29日   |                                                    |
| 2015年 | 1回戦敗退    | シアターブラッツ   | 7月24日   |                                                    |
| 2016年 | 2回戦進出    | きゅりあんホール   | 8月10日   |                                                    |
| 2017年 | 2回戦進出    | シアターブラッツ   | 8月9日    |                                                    |
| 2018年 | 準々決勝進出 | きゅりあんホール   | 8月13日   |                                                    |
| 2019年 | 準決勝進出   | マイナビBLITZ赤坂  | 9月5・6日 |                                                    |
| 2020年 | 準決勝進出   | マイナビBLITZ赤坂  | 9月3・4日 |                                                    |
| 2021年 | 決勝5位      | TBSテレビ          | 10月2日   | 決勝キャッチフレーズ「濃厚キャラのこってり仕立て」 |
| 2022年 | 不参加       | 不参加             | 不参加    | 不参加                                             |
| 2023年 | 準々決勝進出 | 大和田さくらホール | 8月15日   | この年よりコンビとして出場                         |
| 2024年 | 準々決勝進出 | 大和田さくらホール | 8月14日   |                                                    |
| 2025年 | 準決勝進出   | ニッショーホール   | 9月4・5日 | 8月15日現在                                        |

### M-1グランプリ
| 開催年（回）     | 結果      | エントリーNo. | 会場                     | 日時     |
| ---------------- | --------- | ------------- | ------------------------ | -------- |
| 2007年（第7回）  | 1回戦敗退 | 不明          | TFTホール                | 9月16日  |
| 2009年（第9回）  | 3回戦進出 | 不明          | ルミネtheよしもと        | 11月27日 |
| 2010年（第10回） | 3回戦進出 | 不明          | よしもとプリンスシアター | 11月14日 |
| 2015年（第11回） | 2回戦進出 | 798           | 雷5656会館ときわホール   | 10月12日 |
| 2016年（第12回） | 3回戦進出 | 874           | ルミネtheよしもと        | 10月27日 |
| 2017年（第13回） | 2回戦進出 | 1070          | 雷5656会館ときわホール   | 10月7日  |

### THE MANZAI
| 年度   | 結果      |
| ------ | --------- |
| 2011年 | 1回戦敗退 |
| 2012年 | 2回戦進出 |
| 2013年 | 2回戦進出 |
| 2014年 | 1回戦敗退 |

### その他の賞レース
- タウンワークプレゼンツ「BAKE-MON」 - 優勝[9]
- 30-1グランプリ（『水曜日のダウンタウン』内で行われた、30秒以内のショートネタで争うお笑い賞レース） - 第2回 優勝

## 出演

### テレビ
- それゆけ!大宮セブン（テレビ埼玉、2022年3月22日 - ） - 大宮セブンメンバー
- わけもん!!（宮崎放送、2022年5月25日 - 6月15日）「ジェラードンが行く! 宮崎道の駅全制覇の旅」- 冠コーナー
- ネタパレ（フジテレビ） - 不定期出演
- 有吉の壁（日本テレビ） - 不定期出演
- 桃色探訪〜伝説の風俗〜 第11弾（2023年7月29日、チャンネルNECO）かみちぃ、アタック西本のみ[33]
- かがやけ！ミラクルボーイズ（テレビ神奈川、2023年3月2日 - 2023年3月16日）
- アニメ専門！ジェラードン引越センター（テレビ東京、2023年9月30日）[34]

### テレビドラマ
- 演じ屋 Re:act（WOWOW、2024年5月24日 - ） - 黒鉄ちあき 役（かみちぃ）[35]
- 柚木さんちの四兄弟。（NHK総合、2024年5月28日 - ） - 秋山健太 役（アタック西本）[36]
- 24時間テレビ ドラマスペシャル『欽ちゃんのスミちゃん 〜萩本欽一を愛した女性〜』（日本テレビ、2024年8月31日） - 坂上二郎 役（アタック西本）[37]
- 葵くん、また、ジム行くんだ?（BSフジ、2025年2月24日〈予定〉 - ） - 安藤 役（アタック西本）[38][注 5]

### ラジオ
- ジェラードンのオールナイトニッポンX（ニッポン放送、2022年8月9日） - 冠特番[40]

### Web番組
- 有田ジェネレーション（TBSテレビ→Paravi、2016年8月2日 - ）
- ジェラードンのぱちダビ!!（YouTube「よしもとぱちんこ倶楽部 - KYORAKU吉本.ホールディングス」、2019年5月8日 - 2020年8月26日）

### 映画
- 劇場版 ほんとうにあった怖い話 事故物件芸人4（2022年2月11日、NSW）

### 雑誌
- アタック西本の股間直撃!マス描き画廊（2021年 - 、ソフト・オン・デマンド『月刊ソフト・オン・デマンド』連載）

### 舞台
- スーパー銭湯LIVE「ユーラン・ルージュ〜笑いの源泉かけ流し!〜」（2022年6月3日・4日、よみうりホール） - 西本、かみちぃ[41]
- 天才バカボンのパパなのだ（2024年2月21日 - 3月3日、本多劇場） - バカボン 役（かみちぃ）[42]
- 第18回環太祭 お笑いライブ（2024年10月6日）
- AOI Pro.コント公演「混頓 vol.7」（2025年11月28日 - 12月1日〈予定〉、） - かみちぃ[43]

### MV
- レキシ「たぶんMaybe明治 feat. あ、たぎれんたろう」（2022年）- 西本、かみちぃ[44]
- Reol「DDD」（2023年） - 西本[45]

### CM
- ロート製薬「素肌みたいな恋がしたい」（2023年） - かみちぃ[46]
- 日清食品「カップヌードルラクサ」（2024年3月 - ） - アタック西本[47]